# المسقبة (ملحان)

تعديل مصدري - تعديل

المسقبة هي إحدى قرى عزلة الروضة بمديرية ملحان التابعة لمحافظة المحويت، بلغ تعداد سكانها 339 نسمة حسب تعداد اليمن لعام 2004.